# Chiaki Takahashi
Chiaki Takahashi, född den 8 maj 1977 i Yokohama i Japan, är en japansk röstskådespelerska och fotomodell. Hon var medlem i den numera avsomnade J-popgruppen Aice5.

## Filmografi i urval
- Akane Maniax som Mitsuki Hayase
- Cosplay Complex som Reika Aoshima
- Daphne in the Brilliant Blue som Mitzue Takahashi
- Final Approach som Emiho Mutsu
- Fortune Dogs som Ai-chan
- Full Metal Panic! som Ai Tanabe (episoderna 1, 2, 4 och 8); Shiori Kudou (episoder 3, 5, 7 och 9)
- Futakoi som Ai Momoi och Billy
- Futakoi Alternative som Ai Momoi
- Hellsing som Jessica
- Kimi ga Nozomu Eien som Mitsuki Hayase (gjorde röst under namnet Tomoko Ishibashi)
- Magical Kanan as Calendula
- Mao-chan as Mio Nanba
- Otome wa Boku ni Koishiteru as Takako Itsukushima
- Zoids Genesis as A Kan (episoderna 16-17)

Listan innehåller endast större roller och ej statistroller eller liknande. Noterbara serier bland de mindre rollerna är bland annat InuYasha, där hon haft två mindre roller.